# Щербань Олександр Назарович
Олекса́ндр Наза́рович Щерба́нь  (2 березня 1906, Диканька, Полтавський повіт, Полтавська губернія, Російська імперія— 7 січня 1992, Київ, Україна) — український вчений у галузі гірничої теплофізики і організатор науки, дійсний член АН УРСР (з 1957), Заслужений діяч науки і техніки УРСР (з 1966), Лауреат Державної премії СРСР (1969). Член ЦК КПУ у вересні 1961 — березні 1966 р. Депутат Верховної Ради УРСР 6-го скликання.

## Життєпис
Народився у бідній родині. Його дід — Олексій Андрійович, кріпак князя Кочубея, займався чумацьким промислом, батько — Назар Олексійович — після військової служби працював кондуктором на Південній залізниці, пізніше, побравшись з Марфою Антонівною Гарус, оселився в Диканьці. У подружжя було троє дітей — Наталка, Григорій і найменший — Сашко.
Навчався у Диканьській семирічній школі. Був одним з перших учнів. По закінченні семирічки вчився у Полтавській індустріальній профтехшколі, де готували фахівців-механіків.
У пошуках роботи вирушив на Донбас. У Макіївці працював на шахті «Софія-вертикальна» плитовим, згодом — на шахті «Холодна балка» коногоном та підривником.
1929 року, за путівкою профспілкової організації шахти, їде до Дніпропетровська, де вступає на шахтобудівний факультет Дніпропетровського гірничого інституту (ДГІ). Відмінно закінчує його і залишається в аспірантурі. Від 1934 року поєднував заочну аспірантуру з роботою інженера-проектувальника у тресті «Доншахтопроект».
У 1934 році одружився зі студенткою геологічного факультету Дніпропетровського державного університету Анастасією Павлівною Бойко. Наступного року народився син Сашко.
Як інженер-проектувальник, старший інженер, завідувач групи організації будівництва О. Н. Щербань брав участь у проектуванні нових шахт у центральному районі Донбасу та реконструкції діючих. У цей час почав працювати над створенням теорії теплообміну і термодинаміки вентиляційного струменя у шахтах.
За його пропозицією Наркомвугілля СРСР в липні 1937 р. створив у тресті «Доншахтопроект» науково-дослідний відділ для розробки питань, пов'язаних з регулюванням теплових умов у глибоких шахтах. О. Н. Щербаня призначено керівником відділу.
У 1939 році захистив кандидатську дисертацію «Температурний режим глибоких шахт Донбасу». Того ж року його призначають на посаду керуючого трестом «Доншахтопроект». Одночасно читав лекції з шахтобудівної спеціальності, керував дипломним проектуванням, був головою Державної екзаменаційної комісії гірничого факультету у ДГІ.
З 1941 року — в Червоній армії, учасник німецько-радянської війни. На початку липня 1941 р. молодший лейтенант Олександр Щербань прийняв командування взводом 527-го гаубичного артилерійського полку 9-ї армії Південного фронту. У вересні 1941 року в одному з боїв зазнав тяжкої контузії, втратив слух і був відправлений до московського шпиталю. Через місяць, після лікування, повернувся до діючої армії. Як командир батареї, командир дивізіону О. Н. Щербань брав участь у боях під Москвою та на Сталінградському фронті. Завершив війну у званні майора.
Після демобілізації у 1946 родина О. Н. Щербаня оселилася в Києві. Працював в Управлінні у справах вищої школи при Раді Міністрів УРСР, викладав гірничі дисципліни в Київському політехнічному інституті. Бажаючи займатися науковою діяльністю, прийняв пропозицію працювати заступником директора з наукової роботи і завідувати лабораторією рудникової вентиляції в Інституті гірничої справи АН УРСР ім. М. М. Федорова.
25 листопада 1952 р. у Ленінградському гірничому інституті захистив докторську дисертацію «Дослідження теплових і термодинамічних процесів зміни параметрів рудникового повітря у вугільних шахтах Донбасу».
Упродовж березня 1953—1957 року працював головним ученим секретарем Президії Академії наук УРСР, у 1957 його обирають академіком АН УРСР зі спеціальності «рудникова вентиляція». Протягом 1957 — січня 1962 року був віцепрезидентом та членом президії Академії наук УРСР.
У 1958 р. організував в Інституті теплоенергетики АН УРСР (згодом — Інститут технічної теплофізики АН УРСР) відділ гірничої теплофізики, яким керував протягом 20 років.
У повоєнні роки в Україні інтенсивно розвивалася мережа науково-дослідних інститутів. Для оптимізації науково-дослідної діяльності в Україні 1961 року було створено Державний комітет Ради міністрів УРСР з координації науково-дослідних робіт, головою якого призначили О. Н. Щербаня. Одночасно з 28 вересня 1961 по 23 жовтня 1965 року працював заступником голови Ради міністрів УРСР.
Навесні 1965 р. стався важкий інфаркт. Згодом, усупереч забороні лікарів, він зробив передчасну спробу почати працювати, і другий інфаркт знову прикував його до ліжка. Після одужання Олександр Назарович Щербань наполіг на звільненні його від обов'язків заступника Голови Ради Міністрів УРСР і цілковито заглибився в наукову роботу.
1977 року Міжнародний організаційний комітет Всесвітнього гірничого конгресу ухвалив рішення про заснування Міжнародного бюро з гірничої теплофізики, до якого ввійшли вчені і спеціалісти із сімнадцяти країн. Пізніше його склад помітно розширився. Незмінним головою бюро від моменту його організації і до кінця життя залишався академік О. Н. Щербань.
У 1978 р. за ініціативою Щербаня в Інституті технічної теплофізики АН УРСР було створено відділ газометрії і засобів керування якістю атмосфери, що працював під його керівництвом. У 1987 р. Щербань передав завідування відділом докторові технічних наук, професору А. В. Примаку. Далі працював радником при дирекції інституту, розробляв пропозиції щодо оптимізації діяльності наукових підрозділів інституту та їхньої проблематики, очолював створену при інституті секцію «Відновлювані джерела енергії, технічний контроль та охорона навколишнього середовища», проводив методологічні семінари, керував роботою аспірантів тощо.

## Відзнаки та нагороди

### Звання
- Заслужений діяч науки і техніки УРСР (10.03.1966)
- Академік АН УРСР

### Ордени, медалі
- орден Вітчизняної війни І ст.
- орден Жовтневої Революції (1.03.1976)
- два ордени Червоної зірки

### Премії
- Лауреат Державної премії СРСР (1969)
- Лауреат премії АН СРСР ім. О. Скочинського
- Лауреат премії АН України ім. Г. Проскури (1995 за підсумками 1994) — за цикл робіт «Дослідження в галузі гірничої теплофізики», співавтор — Черняк Вілен Павлович.

## Громадянська активність
- 1961—1966 — член Центрального комітету комуністичної партії України.
- 1962 — депутат Верховної Ради УРСР.

## Наукова діяльність

### Основні наукові праці
Праці з рудникової теплодинаміки і газодинаміки.